# Kaplica Matki Bożej Kębelskiej w Wąwolnicy
Kaplica Matki Bożej Kębelskiej w Wąwolnicy – rzymskokatolicka kaplica należąca do parafii św. Wojciecha w Wąwolnicy (dekanat Kazimierz Dolny archidiecezji lubelskiej).
Kaplica to dawne prezbiterium kościoła świętego Wojciecha, wzniesionego w XIV wieku i rozbudowanego w XVII wieku o trójprzęsłowy korpus jednonawowy z parą kaplic, co nadało świątyni kształt krzyża. W 1914 roku, po wzniesieniu nowej świątyni, stary kościół został rozebrany oprócz średniowiecznego prezbiterium, czyli najstarszej części świątyni. Po rozebraniu nawy część prezbiterialna była przez pewien czas otwarta, dopiero później została zamurowana. Powstała w ten sposób fasada razem z oszkarpowaniem narożników zachodnich. W 1984 roku kaplica została przedłużona w stronę zachodnią. Wybudowano wtedy nowszą, gotyzującą fasadę.
W kaplicy znajduje się Matka Boska Kębelska – średniowieczna figurka Matki Boskiej z Dzieciątkiem, wyrzeźbiona z 1 połowie XIV wieku, pochodząca ze wsi Kębło, przeniesiona w 1700 roku za zgodą papieża.